# UFC 154
UFC 154: St-Pierre vs. Condit（ユーエフシー・ワンフィフティフォー：サンピエール・バーサス・コンディット）は、アメリカ合衆国の総合格闘技団体「UFC」の大会の一つ。2012年11月17日、カナダ・ケベック州モントリオールのベル・センターで開催された。

## 大会概要
本大会ではジョルジュ・サンピエールとカーロス・コンディットによるUFC世界ウェルター級王座統一戦が組まれた。
本大会は350以上のアメリカの映画館でパブリックビューイングされた。

### カード変更
負傷などによるカードの変更は以下の通り。
- ベサム・ヨウセフ → ジョン・マグワイア（第3試合）

- ファビオ・マルドナド → チャド・グリッグス（第6試合）

- スティーブン・トンプソン vs. ベサム・ヨウセフ → トンプソンの負傷により中止

- ニック・リング vs. コンスタンティノス・フィリッポウ → リングの疾病により中止

## 試合結果

### アーリープレリム
第1試合 フェザー級ワンマッチ 5分3R
○  ダレン・エルキンス vs.  スティーブン・サイラー ×
3R終了 判定3-0（30-27、30-27、30-27）
第2試合 バンタム級ワンマッチ 5分3R
○  アイヴァン・メンジバー vs.  アザマット・ガシモフ ×
1R 2:44 腕ひしぎ十字固め
第3試合 ウェルター級ワンマッチ 5分3R
○  マット・リドル vs.  ジョン・マグワイア ×
3R終了 判定3-0（30-27、30-27、29-28）

### プレリミナリーカード
第4試合 フェザー級ワンマッチ 5分3R
○  アントニオ・カルバーリョ vs.  ホドリゴ・ダム ×
3R終了 判定2-1（29-28、28-29、29-28）
第5試合 ライト級ワンマッチ 5分3R
○  ジョン・マクデッシ vs.  サム・スタウト ×
3R終了 判定3-0（30-27、29-28、30-27）
第6試合 ライトヘビー級ワンマッチ 5分3R
○  シリル・ディアバテ vs.  チャド・グリッグス ×
1R 2:44 リアネイキドチョーク
第7試合 ミドル級ワンマッチ 5分3R
○  パトリック・コーテ vs.  アレッシオ・サカラ ×
1R 0:29 反則（後頭部へのパンチ）

### メインカード
第8試合 フェザー級ワンマッチ 5分3R
○  パブロ・ガーザ vs.  マーク・ホーミニック ×
3R終了 判定3-0（29-27、30-26、29-28）
第9試合 ライト級ワンマッチ 5分3R
○  ハファエル・ドス・アンジョス vs.  マーク・ボーチェック ×
3R終了 判定3-0（30-27、30-27、30-27）
第10試合 ミドル級ワンマッチ 5分3R
○  フランシス・カーモン vs.  トム・ローラー ×
3R終了 判定2-1（29-28、28-29、29-28）
第11試合 ウェルター級ワンマッチ 5分3R
○  ジョニー・ヘンドリックス vs.  マルティン・カンプマン ×
1R 0:46 KO（左ストレート）
第12試合 UFC世界ウェルター級王座統一戦 5分5R
○  ジョルジュ・サンピエール vs.  カーロス・コンディット ×
5R終了 判定3-0（50-45、50-45、49-46）
※サンピエールが7度目の防衛に成功。

### 各賞
ファイト・オブ・ザ・ナイト： ジョルジュ・サンピエール vs. カーロス・コンディット
ノックアウト・オブ・ザ・ナイト： ジョニー・ヘンドリックス
サブミッション・オブ・ザ・ナイト： アイヴァン・メンジバー
各選手にはボーナスとして7万ドルが支給された。